# منتخب الأوروغواي لكرة القدم للسيدات
منتخب الأوروغواي لكرة القدم للسيدات يمثل الأوروغواي في كرة القدم الدولية للسيدات. لم يسبق له أن تأهل لكأس العالم.

## سجل كأس العالم
| السنة | نتيجة    | مباريات  | فاز      | تعادل    | خسر      | له       | عليه     |          |
| ----- | -------- | -------- | -------- | -------- | -------- | -------- | -------- | -------- |
| 1991  | لم يدخل  | لم يدخل  | لم يدخل  | لم يدخل  | لم يدخل  | لم يدخل  | لم يدخل  | لم يدخل  |
| 1995  | لم يدخل  | لم يدخل  | لم يدخل  | لم يدخل  | لم يدخل  | لم يدخل  | لم يدخل  | لم يدخل  |
| 1999  | لم يتأهل | لم يتأهل | لم يتأهل | لم يتأهل | لم يتأهل | لم يتأهل | لم يتأهل | لم يتأهل |
| 2003  | لم يتأهل | لم يتأهل | لم يتأهل | لم يتأهل | لم يتأهل | لم يتأهل | لم يتأهل | لم يتأهل |
| 2007  | لم يتأهل | لم يتأهل | لم يتأهل | لم يتأهل | لم يتأهل | لم يتأهل | لم يتأهل | لم يتأهل |
| 2011  | لم يتأهل | لم يتأهل | لم يتأهل | لم يتأهل | لم يتأهل | لم يتأهل | لم يتأهل | لم يتأهل |
| مجموع | 0/6      | 0        | 0        | 0        | 0        | 0        | 0        |          |

## سجل بطولة أمريكا الجنوبية
- 1991: لم يدخل
- 1995: لم يدخل
- 1998: دور المجموعات
- 2003: دور المجموعات
- 2006: المركز الثالث
- 2010: دور المجموعات

## سجل دورة الألعاب الأمريكية
- 1999: لم يتأهل
- 1999: لم يتأهل
- 2007: دور المجموعات
- 2011: لم يتأهل